# Чашкан (станційне селище)
Чашка́н (рос. Чашкан) — селище у складі Соль-Ілецького міського округу Оренбурзької області, Росія.

## Населення
Населення — 168 осіб (2010; 210 у 2002).
Національний склад (станом на 2002 рік):
- казахи — 49 %
- росіяни — 39 %